# Zemplín (Ort)
Zemplín (deutsch Semplin, ungarisch Zemplén, ukrainisch-russisch Цемно/Zemno, lateinisch Zemplinium) ist eine Gemeinde im Okres Trebišov, Košický kraj, Ostslowakei. Sie liegt am Fuße des Gebirges Zemplínske vrchy am Fluss Bodrog, südlich vom Zusammenfluss der Latorica und der Ondava. Die am nächsten gelegenen Städte sind Kráľovský Chlmec im Osten und Trebišov im Norden.

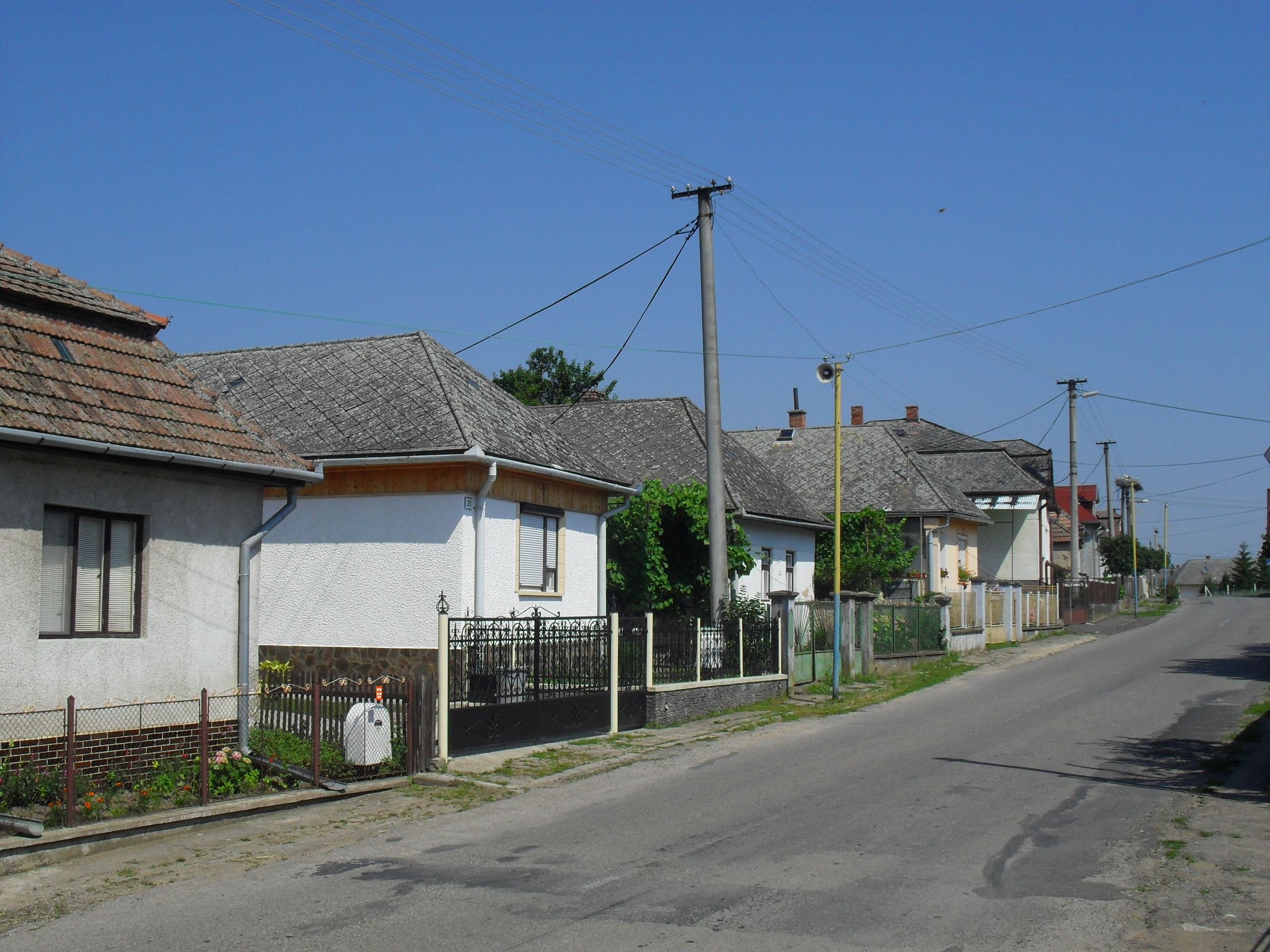
Straßenbild im Ort

Die Geschichte der Gemeinde ist mit der Burg Zemplín (heute in Ruinen) verbunden. Die Burg wurde 1214 erstmals als comes curialis de Zemlu erwähnt. Der Name kommt vom slawischen Wort zem (Boden). Die Burg bzw. der Ort waren seit dem 12. Jahrhundert bis 1748 der Sitz des Komitats Semplin (im 13. Jahrhundert aber auch in Sárospatak), bevor die Verwaltung nach Sátoraljaújhely verlegt wurde.
Bis 1918 gehörte die Gemeinde im Komitat Semplin zum Königreich Ungarn und kam dann zur neu entstandenen Tschechoslowakei. Durch den Ersten Wiener Schiedsspruch kam sie von 1938 bis 1945 kurzzeitig wieder zu Ungarn.

## Bevölkerung
| Jahr                | 1994 | 2004    | 2014 | 2024    |
| ------------------- | ---- | ------- | ---- | ------- |
| Anzahl der Personen | 405  | 400     | 380  | 367     |
| Unterschied         |      | −1,23 % | −5 % | −3,42 % |

| Jahr                | 2023 | 2024 |
| ------------------- | ---- | ---- |
| Anzahl der Personen | 367  | 367  |
| Unterschied         |      | +0 % |

Heute leben im Ort etwa 400 Einwohner, von denen 28,3 % Slowaken, 64,2 % Magyaren, 6,3 % Roma und 1 % Tschechen sind (Volkszählung 2001).

## Persönlichkeiten
- Johann Friedrich von Mohr (* 1765 bei Semplin; † 1847 in Venedig), österreichischer General der Kavallerie